# 青野山駅
青野山駅（あおのやまえき）は、島根県鹿足郡津和野町直地（）にある、西日本旅客鉄道（JR西日本）山口線の駅である。

## 歴史
- 1961年（昭和36年）4月1日：国鉄山口線津和野駅 - 日原駅間に新設[1][2]。気動車の旅客のみを取扱う無人駅[3]。
- 1987年（昭和62年）4月1日：国鉄分割民営化に伴い、JR西日本の駅となる[4]。

## 駅構造
益田方面に向かって右側に単式ホーム1面1線を有する地上駅（停留所）。
新山口駅管理の無人駅。駅舎は無く、ホームには待合室があるのみ。斜面上にあり、道路からスロープでホームまで降りることで、直接入る形となっている。自動券売機等の設備は無い。

## 利用状況
2022年度の1日平均乗車人員は4人である。2004年度は3人、1994年度は29人、1984年度は21人だった。
近年の1日平均乗車人の推移は以下の通り。
| 乗車人員推移 | 乗車人員推移 |
| 年度         | 1日平均人数  |
| ------------ | ------------ |
| 1999         | 12           |
| 2000         | 14           |
| 2001         | 9            |
| 2002         | 8            |
| 2003         | 6            |
| 2004         | 3            |
| 2005         | 3            |
| 2006         | 4            |
| 2007         | 3            |
| 2008         | 3            |
| 2009         | 2            |
| 2010         | 2            |
| 2011         | 3            |
| 2012         | 3            |
| 2013         | 2            |
| 2014         | 2            |
| 2015         | 3            |
| 2016         | 3            |
| 2017         | 3            |
| 2018         | 2            |
| 2019         | 3            |
| 2020         | 5            |
| 2021         | 3            |
| 2022         | 4            |

## 駅周辺
駅の北側を国道9号が通っている。
- 河田園（茶舗）
- 秀翠園茶舗
- 直地児童館
- 「直地」停留所：石見交通津和野線、津和野町内線[9]
- 津和野川

## 隣の駅
西日本旅客鉄道（JR西日本）
■山口線
津和野駅 - 青野山駅 - 日原駅

#### 統計資料
1. ↑  “島根県統計書”. しまね統計情報データベース.   島根県政策企画局. 2025年2月5日閲覧。